# گیبون ابلق
گیبون ابلق (نام علمی: Hylobates pileatus) نام یک گونه از سرده هیلوبات است.